# 章鴻釗

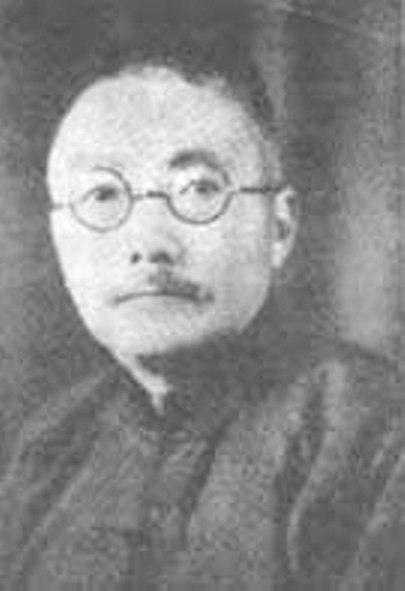
章鸿钊

章鸿钊（1877年3月11日—1951年9月6日），字演群（后改为爱存），笔名半粟，男，浙江省吴兴县人，中华民国及中华人民共和国地质学家、地质教育家、地质科学史专家，中国近代地质学奠基人之一。

## 生平
1877年3月11日，章鴻釗生於浙江省湖州吴兴县荻港三瑞堂，在家排行第三。
1882年5岁时，进入父亲章蔼士所开私塾读书。1899年，中秀才。
1901年至1902年（光绪二十七年至二十八年），在县城私塾当家庭教师。1902年至1904年，在上海南洋公学东文书院读书。1904年该书院停办后，同年经原东文书院院长罗韫锡函召，到广州两广学务处襄办编辑教科书。
1905年，章鴻釗官费留学日本，入日本京都第三高等学校。毕业后本拟入大学农科，但农科名额有限，乃决定改学地质学。1908年，進入日本东京帝国大学理学部地质系就讀，1911年毕业获理学学士学位。
1911年9月，在北京参加清朝学部举办的留学生考试，得“格致科进士”。同榜中还有地质学家丁文江。随即应聘为京师大学堂农科的地质学讲师，成为中国人在大学“讲授近代地质学的第一人”。

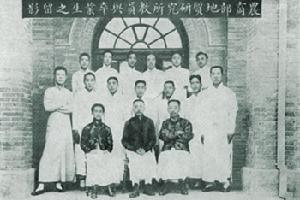
1916年，农商部地质研究所教员与卒业生留影。前排左起：翁文灏、章鸿钊、丁文江。

中华民国元年（1912年），章鸿钊任南京临时政府实业部矿政司地质科科长。任内在中华地学会所办的《地学杂志》上发表了《世界各国之地质调查事业》、《中华地质调查私议》、《调查地质咨文》等文章。1912年秋，临时政府迁北京，任北京政府农林部技正，兼任北京高等师范学校博物系地质矿物学讲师。民国2年（1913年），北京政府成立工商部地质研究所（后改名为农商部地质研究所），任代所长。民国3年至5年（1914年-1916年），任所长。农商部地质研究所（地质讲习班）为中国培育了第一批地质学家。民国5年（1916年），北京政府成立农商部地质调查所。民国5年至17年（1916年-1928年），任北京政府农商部地质调查所地质股股长。
1918年，在北京大学地质系任教。1919年，兼任农业大学矿物学讲师。1921年，任北京女子高等师范学校博物系讲师。1922年，倡议成立中国地质学会，被推选为中国地质学会首届会长。1932年，任南京国民政府农矿部设计委员会委员。
抗日战争爆发後，任中央研究院地质研究所特约研究员。抗日战争胜利後，1946年任南京国立编译馆编纂，編《岩石學名詞》和《地質學論叢》，获中国地质学会葛利普奖章。1949年，任浙江省财政经济处地质研究所顾问。1950年8月25日，中国地质工作计划指导委员会成立，李四光出任主任委員，由總理周恩來任命章鴻釗為該委員會顧問。中国科学院聘任为地质学科专门委员，为南京市人民代表大会特邀代表。
1951年9月6日，章鸿钊因患肝癌病逝于南京。

## 著作
- 《三灵解》
- 《石雅》
- 《古矿录》
- 《初步综合算草》

## 家庭
- 父：章蔼士。育有四子三女。[1]